# South African Air Force
South African Air Force (SAAF; af. Suid-Afrikaanse Lugmag; Południowoafrykańskie Siły Powietrzne) – południowoafrykańskie siły powietrzne, wchodzące w skład South African National Defence Force (Południowoafrykańskie Narodowe Siły Obronne). Jest drugim co do historii lotnictwem na świecie.
Mottem sił powietrznych jest łacińskie Per Aspera Ad Astra („Przez trud do gwiazd”). W użyciu jest także slogan Through Diversity To Airpower Excellence.

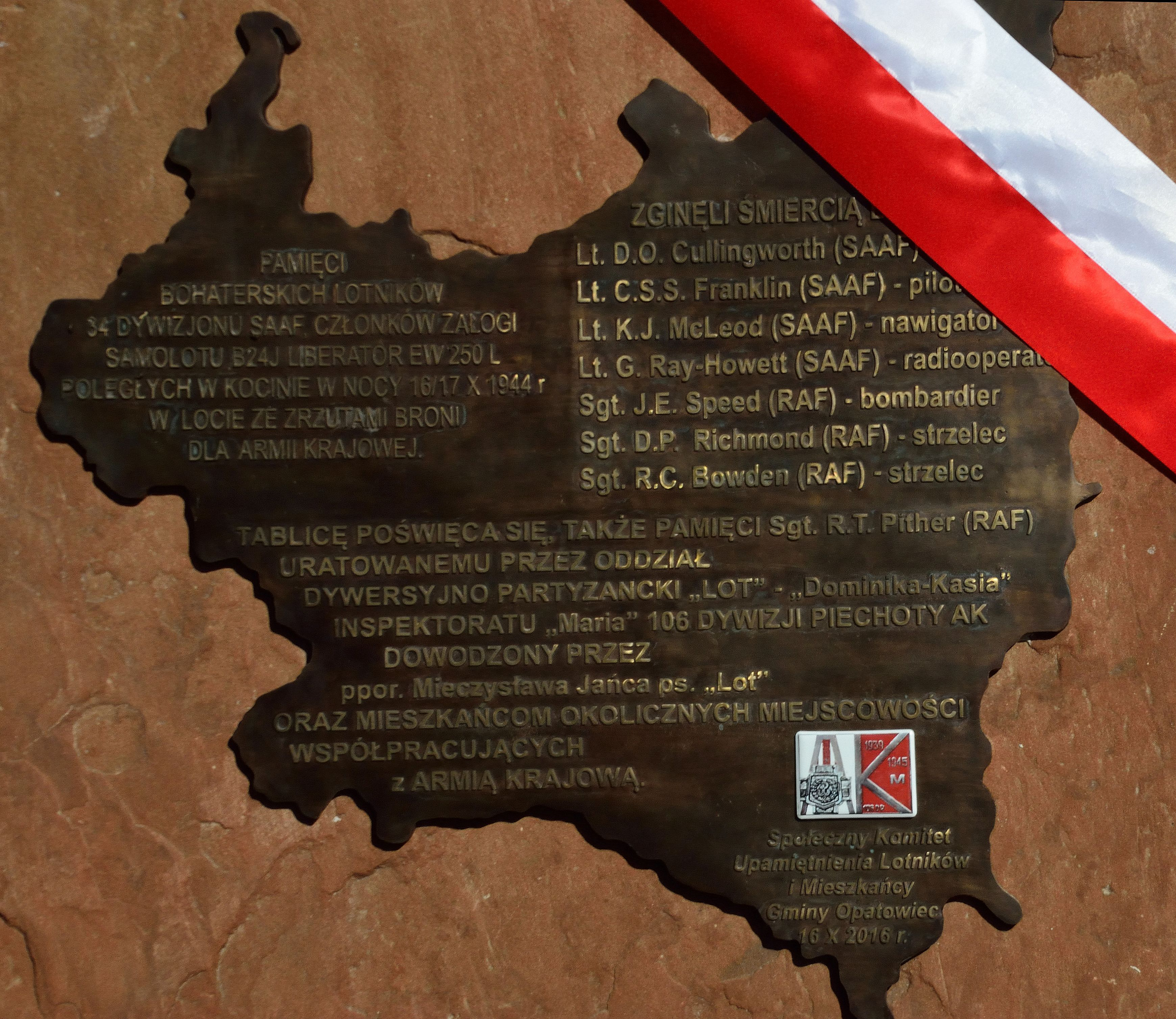
Tablica pamięci ofiar katastrofy Liberatora z 34. Dywizjonu SAAF poległych podczas dokonywania zrzutu broni dla Armii Krajowej w Kocinie w 1944

## Dowódca
Obecnym zwierzchnikiem południowoafrykańskich sił powietrznych jest generał porucznik Fabian Msimang.

## Wyposażenie

### Myśliwce
- Saab JAS 39C/D Gripen - 26

(W 2013 tylko 14 było wykorzystywanych operacyjnie.)

### Samoloty szkolno-treningowe
- BAe Hawk Mk.120 - 24
- Pilatus PC-7 Mk.II - 52

### Samoloty transportowe
- Lockheed C-130BZ Hercules - 9
- Douglas C-47 Turbo Dakota - 10
- Cessna 208B - 10
- Beechcraft Super King Air 200/300 - 4
- Pilatus PC-12 - 1
- CASA C-212 - 4
- CASA CN-235 - 1
- Boeing BBJ - 1
- Dassault Falcon 900 - 1
- Dassault Falcon 50 - 2
- Cessna Citation 550 - 1

### Śmigłowce
- Atlas Oryx - 40
- Denel Rooivalk - 11
- BK 117 - 4
- Agusta A109LUH - 27
- Westland Super Lynx Mk.300

## Bazy
- AFB Ysterplaat (Kapsztad)
- AFB Overberg (Bredasdorp)
- AFB Langebaanweg (Langebaan)
- AFB Bloemspruit (Bloemfontein)
- AFB Durban (Durban; ma być połączona z Air Force Station)
- AFB Waterkloof (Pretoria)
- AFB Hoedspruit (Hoedspruit)
- AFB Makhado (Louis Trichardt)

## Ewolucja znaku lotnictwa wojskowego

1920–1921
1921–1927
1927–1947
1947–1958
1958–1981
1982–2003
2003–obecnie
2003–obecnie (znak o obniżonej widzialności)